# Tchintabaraden
Tchintabaraden (variantes : Tchin-Tabaraden, Tchin Tabaradine) est une ville du Niger qui se trouve dans le département de Tchintabaraden entre Tahoua et Abalak, au bout d'une piste qui débute peu après Tabalak.
TchinTabaraden signifie « la vallée des jeunes filles » en Tamajeq (ou selon une autre source « la cité des belles filles »).
Lieu d'implantation des Touaregs Ouelleminden et les arabes,elle est aussi un lieu chargé d'histoire récente : la rébellion touarègue.

## Géographie

### Administration
Tchintabaraden est le chef-lieu du département de Tchintabaraden, dans la région de Tahoua au Niger.

### Situation
Tchintabaraden est située à environ 125 km au nord-nord-est de Tahoua et 480 km au nord-est de Niamey, la capitale du pays.
|        | Tassara        | Ingall, Tamaya |
| Tillia | Tchintabaraden | Abalak         |
|        | Kao            |                |

## Population
La population de la commune urbaine était estimée à 30 878 habitants en 2011.

## Histoire récente
Des années de tension entre Touaregs et les autres communautés aboutissent, les 29 et 30 mai 1985, en plein sécheresse, à de violents heurts entre les premiers et les forces de l'ordre, avec des morts des deux côtés.
En novembre 1987, en vue d'une démocratisation, pour faire revenir ceux qui avaient trouvé refuge en Libye à la suite des premiers événements et des grandes sécheresses, le colonel Ali Saïbou leur promet l'amnistie et des aides. Mais une fois rentrés au Niger et parqués dans des camps (18000 réfugiés), l'État a eu peur de ces jeunes ishumars (chômeurs) et les a soupçonné d'avoir été formés par Mouammar Kadhafi. L'armée procéda donc à des vagues d'arrestations pour « atteinte à la sûreté de l'État ».
La nuit du 6-7 mai 1990, des jeunes tentent d'occuper la gendarmerie de Tchintabaraden pour protester contre ces arrestations arbitraires. Les ishumars s'emparent de l'arsenal, emportant kalachnikovs et munitions; un gendarme et son frère sont tués. En représailles, la ville est bombardée et l'armée procède à des arrestations massives dans toute la région. Bilan : des centaines de civils trouvent la mort. Les campements nomades sont anéantis et les hommes reprennent la route pour la Libye. C'est à Tillia, près de la frontière avec le Mali, que la répression a été la plus forte.
Dès lors, la rébellion devient inévitable, malgré les efforts de négociation de certains (Mano Dayak). Elle durera jusqu'en 1995.